# Biedrzychów (województwo świętokrzyskie)
Biedrzychów – wieś w Polsce położona w województwie świętokrzyskim, w powiecie opatowskim, w gminie Ożarów.
W latach 1975–1998 miejscowość administracyjnie należała do województwa tarnobrzeskiego.

## Historia
Na lessowej skarpie ponad 100 metrów powyżej lustra Wisły, zlokalizowano stanowisko archeologiczne i neolityczne artefakty należące do kultury pucharów lejkowatych. Na przełomie X i XI wieku powstał w tym miejscu niewielki gródek, zapewne wareska strażnica kontrolująca ten odcinek rzeki.
Schyłek średniowiecza
W połowie XV w. wieś należy do parafii w Słupi. Dziedzicem był Jan Zlydzyen herbu Leliwa (Pisownia nazwiska według Długosza L.B. III 247). 

Łany kmiece dawały dziesięcinę archidiakonatowi zawichoskiemu, zagrody, karczmy, dwa fowarki kościołowi w Szydłowcu, jedno pole zaś do Świeciechowa. (Długosz L. B. I 197).
Wiek XIX
Biedrzychów, wieś, powiat opatowski, gmina i parafia Lasocin. W 1827 r. było tu 34 domów i 161 mieszkańców.